# Eurocities
Eurocities – stowarzyszenie dużych miast europejskich, głównie z państw UE zrzeszające ponad 140 miast z 39 krajów. Stowarzyszenie zostało utworzone w 1986 przez burmistrzów sześciu dużych europejskich miast: Barcelony, Birmingham, Frankfurtu, Lyonu, Mediolanu, Rotterdamu (ten ostatni był inicjatorem).
Członkami Eurocities mogą być liczące ponad 250 tys. mieszkańców miasta lub obszary metropolitalne położone w państwach członkowskich Unii Europejskiej lub Europejskiego Obszaru Gospodarczego. Miasta spoza Unii Europejskiej i Europejskiego Obszaru Gospodarczego (EOG) mogą zostać członkami stowarzyszonymi.

## Polskie miasta należące do stowarzyszenia[3]
| Nazwa miasta | Rok przystąpienia | Data opuszczenia |
| ------------ | ----------------- | ---------------- |
| Białystok    | 2005              |                  |
| Bydgoszcz    | 2005              |                  |
| Gdańsk       | 1994              |                  |
| Katowice     | 1993              |                  |
| Łódź         |                   |                  |
| Lublin       | 2003              |                  |
| Poznań       | 2004              |                  |
| Rzeszów      | 2005              |                  |
| Warszawa     | 2002              |                  |
| Wrocław      | 2003              |                  |
| Kraków       | 1990              | 2012             |